# Jayne McHugh
Jayne Marie McHugh (31 de mayo de 1960) es una exjugadora de voleibol de Estados Unidos. Fue internacional con la Selección femenina de voleibol de los Estados Unidos, en la debutó en 1985. Compitió en los Juegos Olímpicos de Seúl 1988. Se graduó en educación por la Universidad del Pacífico, donde también obtuvo el título de máster en la misma disciplina. Jugó como profesional en los San Jose Golddiggers. En 1989 pasó a formar parte del cuerpo técnico de la Universidad del Pacífico, hasta 2005, cuando pasó a formar parte del equipo administrativo. Es miembro del Stockton Hall of Fame y del University of Pacific Sports Hall of Fame.